# Ken Blanchard
Ken Blanchard (nacido el 6 de mayo de 1939) es un escritor y experto en management estadounidense. 

## Biografía
Blanchard nació en Orange, Nueva Jersey y creció en New Rochelle, Nueva York. Asistió a New Rochelle High School, donde se graduó en 1957. Se licenció en Gobierno y Filosofía en la Universidad de Cornell en 1961. Asimismo, obtuvo una máster en Sociología y Consultoría en la Universidad de Colgate, en 1963. Finalmente, tiene un doctorado en Administración de la Educación y el Liderazgo en la Universidad de Cornell, en 1967. Como estudiante de Cornell, se unió a la hermandad de Phi Gamma Delta (FIJI), además de ser seleccionado como miembro de la sociedad Quill and Dagger.
Blanchard es el Chief Spiritual Officer de The Ken Blanchard Companies, una empresa internacional de management training y consultoría, que él y su esposa, Marjorie Blanchard, cofundaron en 1979 en San Diego, California.
Blanchard es miembro emérito de la Universidad de Cornell y profesor visitante de Cornell University School of Hotel Administration. Él y su esposa fueron nombrados por la Universidad de Cornell como Empresarios del Año en 1991.
En 2005, Ken fue nombrado miembro del Salón de la Fama de Amazon, como uno de los 25 autores más vendidos de todos los tiempos.
También es cofundador de Lead Like Jesus Ministries, una organización sin ánimo de lucro dedicada a inspirar y preparar a las personas para ser líderes en la vida laboral..

## Obra
Su libro The One Minute Manager (escrito en coautoría con Spencer Johnson) ha vendido más de 13 millones de copias y ha sido traducido a 37 idiomas. Es coautor de otros 30 súper ventas, entre ellos  Raving Fans: A Revolutionary Approach To Customer Service (1993), Leadership and the One Minute Manager: Increasing Effectiveness Through Situational Leadership (1985), Gung Ho! Turn On the People in Any Organization (1997), Whale Done! The Power of Positive Relationships (2002) y Leading at a Higher Level: Blanchard on Leadership and Creating High Performing Organizations (2006).